# エリ・ボー
エリ・ボー（Élie Baup、1955年3月17日 - ）は、フランス・サン＝ゴーダンス出身の元サッカー選手、現サッカー指導者。選手時代のポジションはGK。

## 経歴

### 選手時代
15歳の時にトゥールーズFCの下部組織に入団したが、トップチームでプレーすることはなく、その後も下部リーグのクラブでプレーしただけであった。

### 指導者時代
1994年、ディヴィジョン・アン（1部）のASサンテティエンヌの監督に就任した。1994-95シーズンは18位に終わり、本来ならばディヴィジョン・ドゥ（2部）に降格するはずであったが、ディヴィジョン・ドゥ優勝のオリンピック・マルセイユが財政問題を抱えていたために昇格せず、サンテティエンヌはディヴィジョン・アン残留となった。1995-96シーズンは19位でディヴィジョン・ドゥ降格となった。
1998年にFCジロンダン・ボルドー監督に就任し、シルヴァン・ヴィルトールやリリアン・ラスランドの活躍で就任初年度の1998-99シーズンにリーグ優勝を果たした。1999-2000シーズンと2000-01シーズンはUEFAチャンピオンズリーグ出場権を逃す4位に終わったが、2001-02シーズンにはクープ・ドゥ・ラ・リーグで優勝した。2002年にリーグ・アン（ディヴィジョン・アンから名称変更）が発足すると、2002-03シーズンは4位となり、就任から5シーズン連続で欧州カップ戦出場権を獲得したが、2003-04シーズンは中位に低迷し、2003年にジャン＝ルイ・トリオー会長に解任された。
2004年には再びサンテティエンヌの監督に就任し、ボルドー時代の教え子のパスカル・ファンドゥーノなどを獲得した。2004-05シーズンは6位となって2005年のUEFAインタートトカップに出場したが、フランスから出場した3クラブのうち唯一優勝を逃してUEFAカップ出場を果たせなかった。2005-06シーズンは13位であり、2006年にサンテティエンヌ監督を退任した。2006-07シーズンと2007-08シーズンはトゥールーズFCの監督を務め、2008年には1シーズンでリーグ・アンに舞い戻ったFCナントの監督に就任したが、19位でリーグ・ドゥ降格となり、2009年6月2日に解任された。
2012年7月4日、ディディエ・デシャン監督の後任としてオリンピック・マルセイユ監督に就任した。8月2日、マルセイユ監督としての初采配試合となったUEFAヨーロッパリーグ予選プレーオフのエスキシェヒルスポル戦に1-1と引き分けた。

## 個人成績

### 指導者としての成績
2013年12月7日時点
| クラブ           | 就任          | 退任           | 記録 | 記録 | 記録 | 記録 | 記録   |
| クラブ           | 就任          | 退任           | 試   | 勝   | 分   | 敗   | 勝率   |
| ---------------- | ------------- | -------------- | ---- | ---- | ---- | ---- | ------ |
| サンテティエンヌ | 1994年        | 1996年         | 68   | 15   | 23   | 30   | 022.06 |
| ボルドー         | 1998年        | 2003年10月24日 | 274  | 134  | 66   | 74   | 048.91 |
| サンテティエンヌ | 2004年7月1日  | 2006年5月31日  | 87   | 27   | 34   | 26   | 031.03 |
| トゥールーズ     | 2006年5月31日 | 2008年5月30日  | 90   | 27   | 27   | 36   | 030.00 |
| ナント           | 2008年9月4日  | 2009年6月1日   | 40   | 9    | 11   | 20   | 022.50 |
| マルセイユ       | 2012年7月4日  | 2013年12月7日  | 71   | 32   | 15   | 24   | 045.07 |
| 合計             | 合計          | 合計           | 630  | 244  | 176  | 210  | 038.73 |

## タイトル

### 指導者
- FCジロンダン・ボルドー

ディヴィジョン・アン 優勝 (1) : 1998-1999
クープ・ドゥ・ラ・リーグ 優勝 (1) : 2001-2002